# SHR
Az SHR (teljes nevén share ’arány, megoszlás’, magyarul közönségarány) nézettségméréssel kapcsolatos fogalom. A kifejezés egy arányszám, mely azt hivatott megmutatni, hogy egy adott időintervallumban egy adott műsorszámot az időintervallumban éppen televíziót néző lakosság mekkora része kísér figyelemmel. Röviden: az SHR értéke fejezi ki, hogy az éppen televíziózó nézők mekkora része nézi a vizsgált műsort.